# 南满洲

中国东北地区的東清鐵路地图

南满洲，简称南满:106:142，主要是满洲国及第二次国共内战时期的用法，指满洲（中国东北）南部，与北满洲相对。
中国学者一般认为北满洲与南满洲的地理分区，与俄国在日俄战争中战败而向日本割让東清鐵路权益相关:106:142。1905年，日俄签订《朴茨茅斯和约》规定以长春宽城子站为界划分東清鐵路。日本所得宽城子站以南即南满铁路。宽城子站以北为北满铁路。1945年12月28日，毛泽东代表中共中央指示东北局在军事上“让开大路，占领两厢”。随着东北战事推进，东满洲、西满洲的地名出现。以東清鐵路以东为东满洲、以西为西满洲:106—107。南满洲地区即中长铁路沈阳至大连线以东的庄河、安东（今辽宁省丹东市）、通化、临江、清原和沈阳西南的辽中等地区。现已少用。